# Doctrine Lehman
Pour les articles homonymes, voir Lehman.
La doctrine Lehman est un plan de guerre américain imaginé dans les années 1980 par le Secrétaire à la Marine des États-Unis John Lehman, en fonction entre 1981 et 1987, durant l'administration du président Ronald Reagan en pleine guerre froide.

## Description
Le plan prévoyait une réponse militaire à une invasion soviétique de l'Europe de l'Ouest en attaquant les zones périphériques de l'URSS tel la péninsule de Kola et l'Extrême-Orient soviétique le long de l'océan Pacifique, beaucoup moins défendue que l'Europe de l'Est sous contrôle soviétique, en s'appuyant sur la supériorité de la United States Navy sur la marine soviétique grâce au plan d'expansion de la Marine de 600 navires.

## Culture populaire
Cette stratégie a été développée dans un roman de l'auteur américain Eric L. Harry paru en 1994 dont le titre français est Le 10 juin 1999 comme suit :
L'objectif était de couper le Transsibérien par des attaques aériennes, de débarquer des Marines et des unités de l'armée de terre des États-Unis sur la côte pacifique soviétique pour neutraliser et/ou de s'emparer des bases militaires comme celles situées au Kamtchatka et la base navale de Vladivostok, siège de la flotte du Pacifique soviétique. 
Avec éventuellement des opérations aéroportées, cela permettait en cas de succès de prendre le contrôle de toute la Sibérie à l'est d'une ligne allant de la mer de Kara au nord jusqu'à Tomsk et Novossibirsk au sud, soit environ la moitié de la Russie continentale.